# Сила грома
«Сила грома» (англ. Thunder Force) — американская комедия о супергероях. Фильм вышел на Netflix 9 апреля 2021 года.

## Сюжет
В мире, который терроризируют суперзлодеи, женщина-учёный Эмили Стэнтон (Октавия Спенсер) разработала процесс предоставления суперсилы обычным людям. Её бывшая подруга Лидия (Мелисса Маккарти) случайно получает необычайные способности и теперь две женщины должны стать первой командой супергероев. Поэтому от силы грома зависит борьба со сверхмощными негодяями и спасение Чикаго от лап Короля (Бобби Каннавале).

## В ролях
- Мелисса Маккарти — Лидия Берман (Молот)
- Октавия Спенсер — Эмили Стэнтон (Бинго)
- Джейсон Бейтман — Джерри (Краб)
- Бобби Каннавале — Уильям Стивенс (Мистер Король)
- Пом Клементьефф — Лазер
- Мелисса Лео — Элли
- Тейлор Мозби — Трейси
- Марселла Лоури — Бабушка Норма
- Мелисса Понцио — Рэйчел Гонсалес
- Бен Фальконе — Кенни
- Кевин Данн — Фрэнк
- Тайрел Джексон Уильямс — Джесси
- Сара Бейкер — Б. Крут (Охранница Stanton 4.0)
- Дэвид Сторрс — Эндрю
- Брендан Дженнингс — Клайд
- Вивиан Фальконе — Лидия Берман в детстве
- Миа Каплан — подросток Лидия Берман
- Бриа Даниэль — Эмили Стэнтон в детстве
- Тай Лешаун — подросток Эмили Стэнтон

## Производство
29 марта 2019 года стало известно, что Netflix дал зелёный свет комедии о супергероях под названием «Сила грома». Основные съёмки начались 25 сентября 2019 года в Атланте, Джорджия и завершились 10 декабря 2019 года.